# Daniel Martinange
Œuvres principales
- L'Ouragan

Daniel Martinange, né à Saint-Étienne (Loire), est un romancier et nouvelliste français.

## Biographie
Daniel Martinange est né à Saint-Étienne (Loire). Employé de banque, il commence par publier de la poésie en 1973, puis bifurque vers la nouvelle (sa première est publiée en 1977), en choisissant le pseudonyme de Martinange, un hameau proche de son domicile, pour se distinguer de deux autres auteurs déjà existants sous son véritable nom.    
Quittant la banque en 1980, il se consacre à l'écriture, vivant de lectures et de ghostwriting pour divers éditeurs, puis devient journaliste, correspondant du Matin de Paris, de l'Événement du Jeudi et du Monde, collaborateur du Bois National, et enfin journaliste permanent au Progrès.    
Entre 1977 et 1989, il publie 26 nouvelles réputées appartenir au genre de la science-fiction, dont il n'a pourtant aucune connaissance préalable. Selon Philippe Curval, à l'époque, "sa SF ne doit rien à personne parce qu'elle résulte d'un processus interne qui ignore les références", tandis que Michel Jeury dit alors de lui, en entretien : "Ce qui manque le plus, me semble-t-il, aux jeunes auteurs (mais pas à tous, pas à Daniel Martinange par exemple), c'est le goût du récit et la maîtrise de l'imaginaire". Sa nouvelle La Ballade des dieux est nommée au Grand prix de l'imaginaire en 1980, et Le mystère des femelles de pierre l'est en 1983.    
Après vingt-trois ans d'interruption, période durant laquelle il s'est consacré à son métier de journaliste et à divers travaux d'écriture alimentaire sous d'autres pseudonymes, il est revenu à la littérature, hors du champ de la science-fiction cette fois, avec la publication en 2012 de son premier roman, L'Ouragan.    
Il vit à Saint-Jean-Soleymieux, dans le Haut-Forez.

## Œuvres

### Romans et recueils
- Amour des terres, poésie, Guy Chambelland, 1973 - Prix Henri Jousselin de l'Académie Française en 1974.
- L'Ouragan, roman, Stéphane Million, 2012 - Rééd. Pocket, 2014.

### Nouvelles
- Le ciel est bleu, l'air est calme, Ciel lourd, béton froid, Kesselring, 1977.
- La Nuit des chiens, Futurs au présent, Denoël, 1978.
- Il n'y a pas de début... ...il n'y a pas de fin !, Futurs n°3, 1978.
- La Bande du fleuve, Le Gué, 1978 - Rééd. SF et Quotidien n°5, 1981.
- Les Maîtres du monde, Univers n°15, J'ai lu, 1978.
- Une corneille sur ses seins, Le Citron hallucinogène n°11, 1979.
- Le Pays des loups, Fiction n°302, 1979.
- La Ballade des dieux, Univers n°18, J'ai lu, 1979 - Nommé au Grand prix de l'imaginaire en 1980.
- Les Singes de la crique, Avenirs en dérive, Kesselring, 1979.
- Samedi soir à Lerwick, Libération, 1980.
- À l'heure de la vache, Libération, 1980.
- Comme un soleil qui explose, C'est la lune finale, Encre, 1980.
- Le Chien de vie, SF et Quotidien n°8, 1981.
- Drôle d'histoire, Charlie Mensuel n°139, 1980 - Rééd. L'année 1980-1981 de la science-fiction et du fantastique, Julliard, 1981.
- Quand le ciel se couchera sur la terre, Fiction n°323, 1981.
- Le Mystère des femelles de pierre, Fiction n°329, 1982 - Nommé au Grand prix de l'imaginaire en 1983.
- La Fiente de Dieu, Fiction n°332, 1982.
- Les Rides et la Fleur, Territoires du tendre, Denoël, 1982.
- Laura, Fiction n°339, 1983 - Rééd. Les Enfants du mirage, Naturellement, 2002.
- Un temps de vent, Fiction n°344, 1983.
- L'Orage dans le labyrinthe, Fiction n°349, 1984.
- Le bonheur est un champ de luzerne, Fiction n°353, 1984.
- Craque la mer, chante le ciel, L'Œil de la Lune, CCL, 1985.
- Malaise à Las Mandu, Fiction n°381, 1986.
- Sulfureux le matin, Un œil au cœur, CCL, 1987.
- Blancs, noirs, touffus, NYX n°12, 1989.
- Minuit chez Max, L'ivre de lire, 2013[8].
- Tu seras une femme, mon pote, Bordel Foot, Stéphane Million, 2012 - Rééd. e-fractions, 2014[9].